# Laurence Malone
Laurence Malone (* in London; † 17. Mai 2021 in New Mexico) war ein US-amerikanischer Radrennfahrer und nationaler Meister im Radsport.

## Sportliche Laufbahn
Malone war im Straßenradsport und im Querfeldeinrennen (heutige Bezeichnung Cyclocross) aktiv. 1975 bis 1979 gewann er den nationalen Titel im Querfeldeinrennen. 1984 wurde er beim Sieg von Steve Tilford Dritter.
Bei den UCI-Cyclocross-Weltmeisterschaften 1976 wurde er 42., 1977 32., 1978 29. und 1979 26.
1978 bestritt er mit der Nationalmannschaft die Vuelta Ciclista a Costa Rica und wurde auf dem 3. Platz bester Fahrer der USA, 1979 wurde er 10. und gewann eine Etappe.
2017 wurde er in die United States Bicycling Hall of Fame aufgenommen.

## Berufliches
Von 1982 bis 1986 war er Nationaltrainer für den Cyclocross in den USA und war teilweise selbst noch bei Rennen aktiv.